# Hôtel de Lauzun

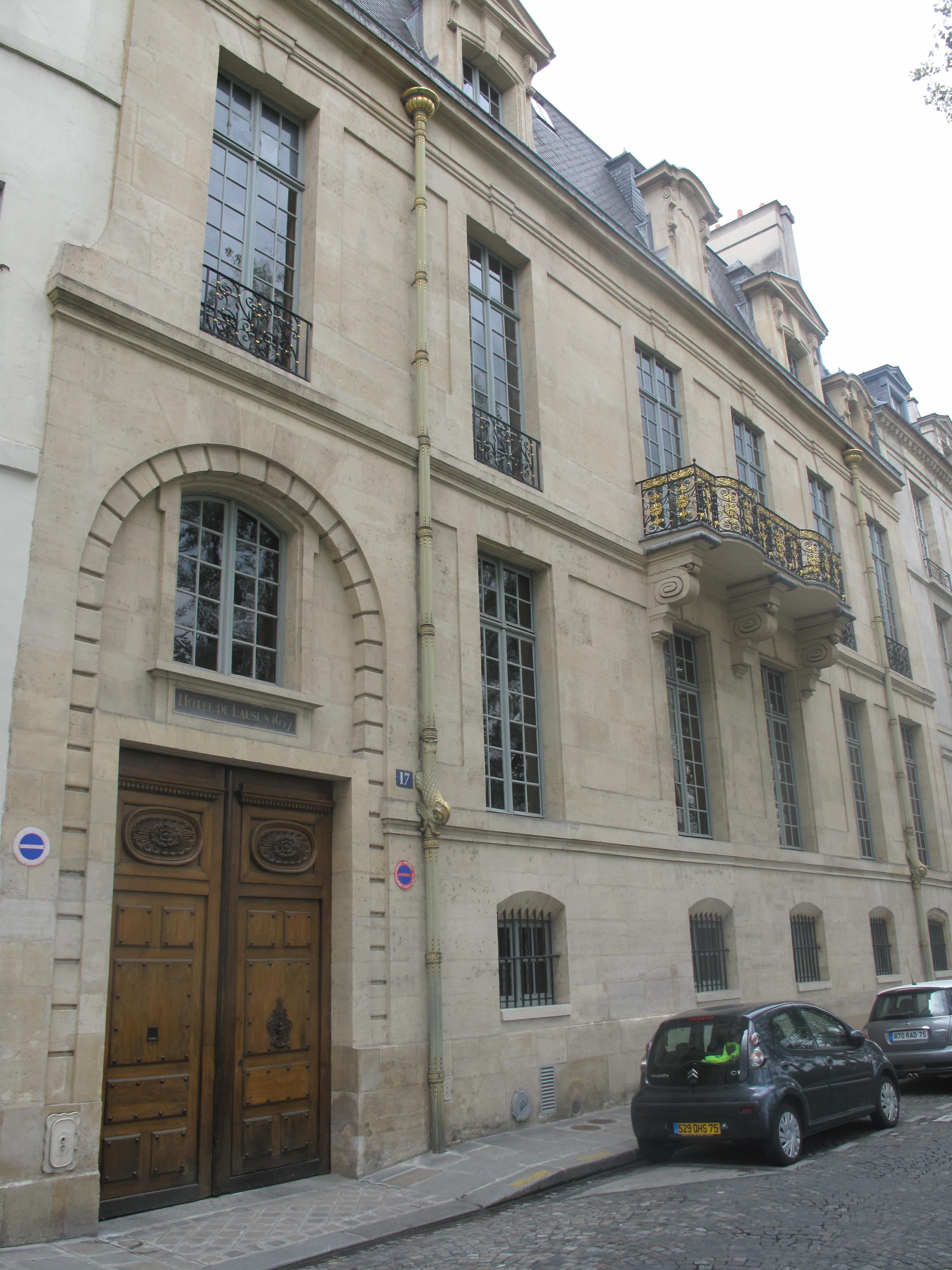
Voorgevel van het hotel

Het Hôtel de Lauzun is een stadspaleis aan de Quai d'Anjou op het Île Saint-Louis te Parijs. Onder de nog bestaande hôtels particulier wordt het Hôtel de Lauzun gezien als de concurrent van het Hôtel Lambert. Het stadspaleis werd in het midden van de 17e eeuw gebouwd voor de rijke financier Charles Gruyn des Bordes. Na zijn dood en die van zijn echtgenote, verkocht de erfgenaam het hôtel aan La Grande Mademoiselle, die het kocht voor haar echtgenoot, Antoine Nompar de Caumont, Duc de Lauzun. De naam Lauzun bleef vervolgens aan het gebouw verbonden.
Baudelaire woonde in het gebouw toen hij de eerste gedichten van de bundel Les Fleurs du Mal schreef.
- Library of Congress Control Number: n2002065186
- Virtual International Authority File: 135063706
- WorldCat: E39PBJppBJT87KFG33rD6GvvHC